# عوج موسی
عوج موسی یک روستا در ایران است که در استان زنجان واقع شده‌است. عوج موسی ۳۴ نفر جمعیت دارد.